# Teatro 25 de Mayo
El Teatro 25 de Mayo es un complejo cultural uruguayo, ubicado en la calle 25 de mayo, Rocha, departamento homónimo. 

## Historia
Fue inaugurado el 23 de enero del año 1910 por la Sociedad Porvenir de Rocha, por lo que fue conocido en sus primeros tiempos como “el teatro de la Porvenir”, y también como el Coliseo de Plaza Independencia por estar ubicado de cara a dicha plaza, en las calles 25 de Mayo y Paseo Dagoberto Vaz Mendoza.
El edificio de estilo italiano, cuya bóveda, en forma de herradura le brinda una de las mejores acústicas del país. Tiene capacidad para cuatrocientos espectadores distribuidos entre platea y tertulia más los asientos de paraíso.
En los años veinte recibiría su denominación actual, de 25 de Mayo y comenzaría a realizar funciones de cine silente. En los años treinta es adquirido por la Compañía de Max Glücksmann y se convierte en una sala cinematográfica, la cual funcionaría hasta los años sesenta. 
En los años sesenta, luego de dejar de funcionar como sala de cine, se crea una comisión de vecinos con el fin de recuperar la sala teatral, comisión que traslada dicha necesidad ante la Cámara de Representantes en pos de que el bien fuera adquirido por el Estado. En 1970 el edificio es adquirido por el Ministerio de Educación y Cultura, quien lo cede a la Intendencia de Rocha. 
En 2005 comienzan las obras de restauración debido a ciertos problemas edilicios, el proyecto de restauración contó con el aporte del  Teatro Solís y delAyuntamiento de Santa Cruz de Tenerife. Las obras culminarían en 2007 y el 17 de marzo de 2007 el teatro reabriría sus puertas con la presentación de la Orquesta Filarmónica de Montevideo interpretando Las cuatro estaciones, de Vivaldi.
Por el escenario del teatro 25 de Mayo han pasado emblemáticas figuras tales como Margarita Xirgu, Alberto Candeu, Antonio Larreta y Atahualpa Yupanqui, entre otros. 